# Uemura Tamaki

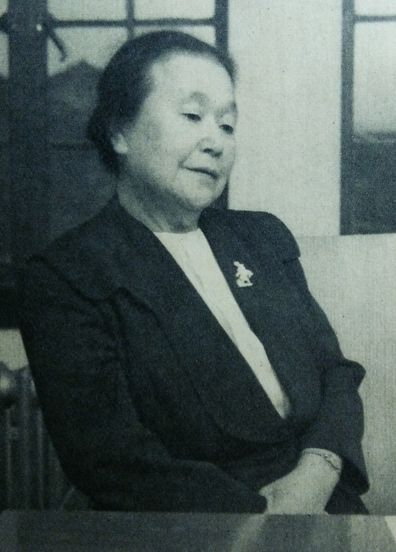
Uemura Tamaki

Uemura Tamaki (japanisch 植村 環; geboren 24. August 1890 in Tokio; gestorben 26. Mai 1982 ebenda) war eine japanische christliche Aktivistin.

## Leben und Wirken
Uemura Tamaki wurde als dritte Tochter von Uemura Masahisa geboren, einem der führenden Persönlichkeiten in der japanischen christlichen Welt. Nach ihrem Abschluss an dem Joshigakuin (女子学院) folgte ein Auslandsstudium am Wellesley College in den Vereinigten Staaten. Uemura heiratete 1917, aber ihr Mann starb schon zwei Jahre später.
Danach lehrte Uemura an Joshigakuin und an anderen Orten. Aber nach dem Tod ihres Vaters 1925 entschied sie sich, den Weg einer Predigerin zu gehen und begann ein Studium an der Fakultät für Theologie der Universität Edinburgh. 1931 gründete sie die Kashiwagi-Kirche (柏木教会) im Rahmen der „Japanischen Christlichen Kirchen“ (日本基督教会) und wurde Japans erste Predigerin.
Uemura war Vorsitzende des YMCA in Japan und stellvertretender Vorsitzender des World YMCA. 1946, nach dem Zweiten Weltkrieg, reiste sie als erster Japanerin auf Einladung der Presbyterianischen Kirche von Nordamerika offiziell in die Vereinigten Staaten und konnte dazu beitragen antijapanischen Stimmung. Sie war in Japan die wichtigste Kirchenführerin. Sie setzte sich für den Bann von Atomwaffentests ein. 1955 trug sie auch zur Friedensbewegung bei, indem sie mit dem Nobelpreisträger Yukawa Hideki und anderen das „Committee of Seven to Appeal for World Peace“ gründete.